# 蒋传海
蒋传海（1970年12月—），安徽濉溪人，中华人民共和国学者、政治人物。曾任上海财经大学校长、中共哈尔滨市委常委、市人民政府副市长。现任中共华东理工大学党委书记。
主要研究方向为博弈论和信息经济学、产业组织理论、反垄断与竞争政策理论与实践。

## 生平
1988年9月至1995年7月，在安徽大学数学系学习，先后获得学士和硕士学位。1995年9月至1998年6月，在复旦大学数学研究所学习，获理学博士学位。1998年7月，进入上海财经大学任教。1999年6月，晋升副教授。1999年7月至2002年2月，在上海财经大学应用经济学博士后流动站从事博士后研究。2002年3月至2002年9月，在英国南安普顿大学经济系做高级访问学者。2004年6月，晋升教授；12月，被聘为产业经济学博士生导师。2009年4月至2009年7月，在美国南加州大学经济学系做访问教授。
2013年12月，任上海财经大学党委常委、副校长。2017年11月，任上海财经大学校长、党委副书记。2020年10月，調任哈尔滨市委常委，市政府副市长。